# 游仙街道
游仙街道，是中华人民共和国四川省绵阳市游仙区下辖的一个乡镇级行政单位。原为游仙镇，2016年撤镇设街道。

## 行政区划
游仙街道下辖以下地区：
六里社区、小岛社区、游仙观社区、汉仙桥社区、游仙东路社区、汉城社区、桑林社区、申家村、龙王村、麒麟村、长明村、文胜村、石垭村、吴家村、望江村、金山村和芙蓉村。